# Jackson Peak (Antarktika)
Der Jackson Peak ist ein 1255 m hoher Berg im westantarktischen Queen Elizabeth Land. In den Cordiner Peaks der Pensacola Mountains ragt er 3 km südlich des Sumrall Peak auf.
Der United States Geological Survey kartierte ihn anhand eigener Vermessungen und Luftaufnahmen der United States Navy aus den Jahren von 1956 bis 1966. Das Advisory Committee on Antarctic Names benannte ihn 1968 nach Allen M. Jackson, Flugzeugelektroniker auf der Ellsworth-Station im antarktischen Winter 1957.